# Daddy Day Camp
Daddy Day Camp (bra: Acampamento do Papai; prt: Balbúrdia no Campo de Férias ou O Guarda Fraldas em Apuros) é um filme estadunidense de 2007, do gênero comédia familiar, estrelado por Cuba Gooding Jr. e dirigido por Fred Savage em sua estréia como diretor de de cinema. É a sequência de Daddy Day Care (2003), com uma reformulação de Eddie Murphy e os outros personagens que apareceram no filme original. O filme foi produzido pela Revolution Studios e lançado pela TriStar Pictures. Daddy Day Camp foi lançado nos cinemas em 8 de agosto de 2007 e recebeu críticas extremamente negativas de críticos, que garimparam uso de humor grosseiro do filme. O filme só arrecadou $18.2 milhões em relação ao que é a prequela Daddy Day Care, que arrecadou $164 milhões em todo o mundo.

## Sinopse
Charlie Hinton, juntamente com Phil, levaram o projeto "A Creche do Papai" adiante até consiguirem um grande êxito, porém ao descobrirem que seus filhos irão passar suas férias de verão em um acampamento que não lhes agrada eles partem em busca de um lugar melhor, o antigo acampamento "Driftwood". Mas, Charlie e Phil não contavam com diversos obstáculos (crianças bagunceiras, acampamento "Canola", gambás, etc) que precisam passar para transformar o acampamento em um bom lugar!

## Elenco
- Cuba Gooding Jr. como Charles "Charlie" Hinton, proprietário da Creche do Papai e idealizador do projeto no acampamento Driftwood. Ele foi interpretado por Eddie Murphy no filme original.
- Lochlyn Munro como Lance Warner, inimigo de infância de Charlie e o proprietário esnobe e arrogante do acampamento rival, Canola.
- Richard Gant como  Col. Buck Hinton, pai de Charlie. Ele é um oficial militar que leva as tarefas do exército muito a sério. No entanto, ele mostra uma fraqueza por seu neto, Ben, assim como pelos outros campistas.
- Paul Rae como Phill Ryerson, co-proprietário da Creche do Papai e melhor amigo de Charlie. Ele foi interpretado por Jeff Garlin no filme original.
- Josh McLerran como Dale, conselheiro idiota do Driftwood e motorista do ônibus do acampamento. Ele é um substituto do personagem "Marvin", que foi interpretado por Steve Zahn no filme original.
- Tamala Jones como  Kimberly "Kim" Hinton, esposa de Charlie. Ela foi interpretada por Regina King no filme original.
- Spencir Bridges como  Bemjamin "Ben" Hinton, filho de Charlie. Ele foi interpretado por Khamani Griffin no filme original.
- Brian Doyle-Murray como "Tio" Morty, ex-proprietário do Driftwood
- Dallin Boyce como Max Ryerson, filho de Phil e melhor amigo de Ben. Ele foi interpretado por Max Burkholder no filme original.
- Telise Galanis como Juliette, uma dos campistas por quem Robert se apaixona.
- Molly Jepson como Rebecca "Becca", uma garota inteligente e uma estudante da Creche do Papai. Ela foi interpretada por Hailey Noelle Johnson no filme original.
  - Ela, além de Ben e Max, é a única criança no campo que apareceu no primeiro filme.
- Sean Patrick Flaherty como Robert "Bobby" Jefferson Warner, filho malcriado, hipócrita e seguidor de Lance, que ele nega ser seu, já que odeia crianças.
- Tad D'Agostino como Robert, um garoto tímido, nerd e socialmente desajeitado que se apaixona por Juliette.
- Taggart Hurtubise como Carl, um garoto de seis anos que é irmão de Robert, só que mais independente e maduro que ele.
- Tyger Rawlings como Billy, um garoto valentão  de grande porte, que gosta de fazer outras pessoas sangrarem, mas sofre por ainda fazer xixi na cama.
- Talon G. Ackerman como Jack Mayhoffer, um garoto nerd (e presumivelmente, o caçula de todos os campistas).

## Produção
Em agosto de 2003, logo após o lançamento da Daddy Day Care, Eddie Murphy foi atraído para uma sequência, embora ele não tivesse interesse em estrelar uma sequência do filme.
As gravações de Daddy Day Camp foram iniciadas em 23 de agosto e encerraram-se 4 de outubro de 2006. O filme teve locações em Heber, Park City e Provo, ambas cidades de Utah.

## Lançamento

### Bilheteria
Mesmo que o filme ganhou mais do que o orçamento, ele ainda é considerado uma bomba de bilheteria. No dia de abertura de Daddy Day Camp arrecadou apenas $773,706, e só arrecadou $3,402,678 na abertura de fim de semana em mais de 2,000 telas. Ele faturou $18.2 milhões em todo o mundo.

### Resposta da crítica
Daddy Day Camp foi amplamente criticado pelos críticos, geralmente para ele é o uso excessivo do banheiro e total falta de humor. Rotten Tomatoes classificou como a 16ª filme nos 100 filmes de pior avaliação da década de 2000, com uma classificação de 1% no Rotten Tomatoes e 13 no Metacritic. O filme recebeu um raro "F" de The A.V. Club. Em seu primeiro dia de lançamento, o filme ficou em 9º lugar com $773,706. A sua semana de estréia foi de $3,402,678 em mais de 2,000 telas.
O crítico de cinema Fred Topel da Hollywood.com é o único crítico representado no Rotten Tomatoes que avaliou o filme de forma positiva.
| Prêmio            | Categoria                  | Assunto                    | Resultado |
| ----------------- | -------------------------- | -------------------------- | --------- |
| Framboesa de Ouro | Pior Ator                  | Cuba Gooding, Jr.          | Indicado  |
| Framboesa de Ouro | Pior Roteiro               | Geoff Rodkey               | Indicado  |
| Framboesa de Ouro | Pior Roteiro               | J. David Stem              | Indicado  |
| Framboesa de Ouro | Pior Roteiro               | David N. Weiss             | Indicado  |
| Framboesa de Ouro | Pior Filme                 | William Sherak             | Indicado  |
| Framboesa de Ouro | Pior Filme                 | Jason Shuman               | Indicado  |
| Framboesa de Ouro | Pior Diretor               | Fred Savage                | Indicado  |
| Framboesa de Ouro | Pior Prequela ou Sequência | Pior Prequela ou Sequência | Venceu    |

### Home media
Daddy Day Camp foi lançado em DVD e Blu-ray em 29 de janeiro de 2008 pela Sony Pictures Home Entertainment.